# Pipidae
Pipidae é uma família de anfíbios da ordem Anura.

## Géneros
- Hymenochirus Boulenger, 1896  (4 sp.)
- Pipa Laurenti, 1768 (7 sp.)
- Pseudhymenochirus Chabanaud, 1920 (1 sp.)
- Silurana Gray, 1864 (2 sp.)
- Xenopus Wagler, 1827 (18 sp.)